# Afwasmiddel

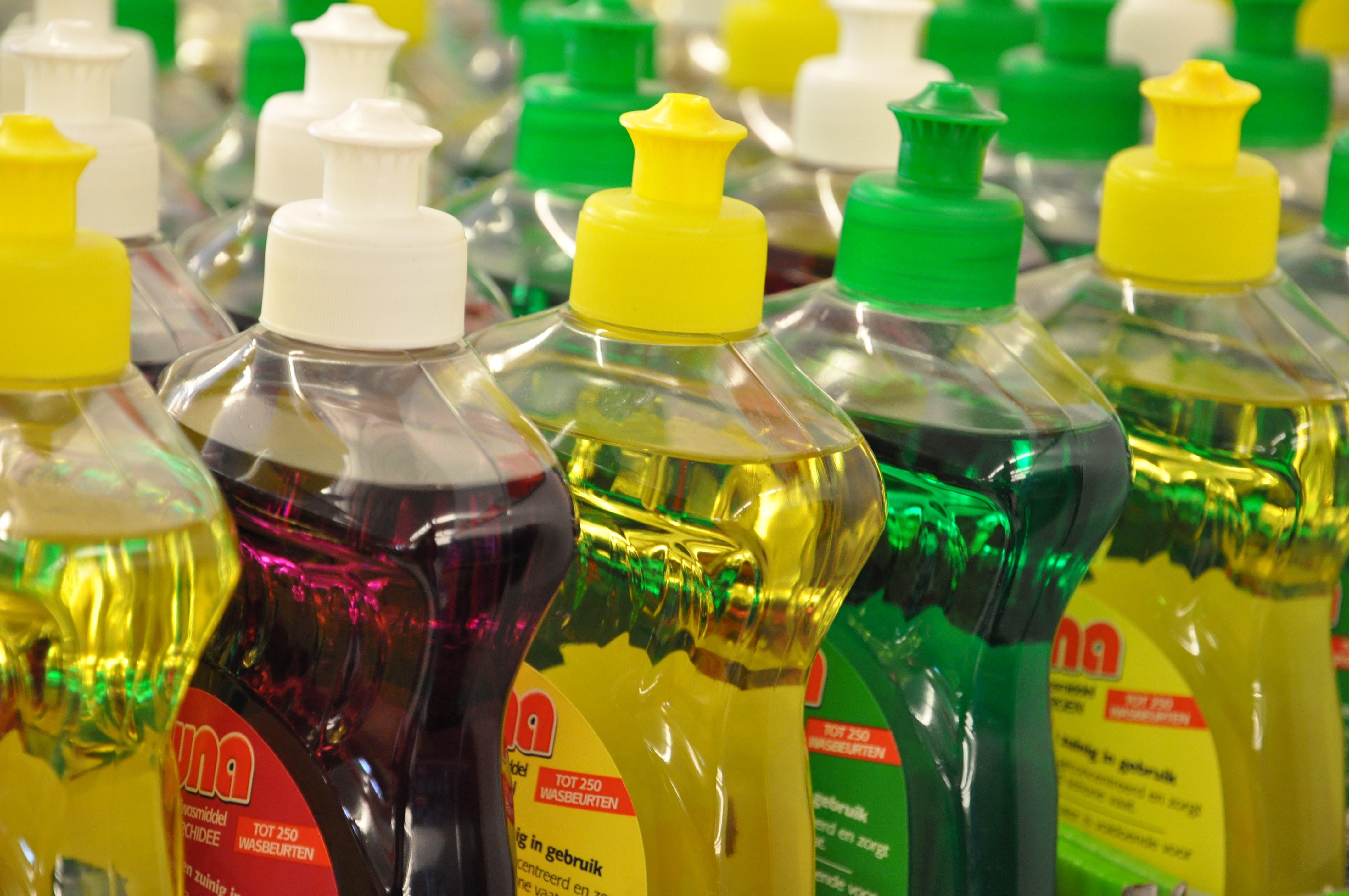
Afwasmiddelen voor de handafwas

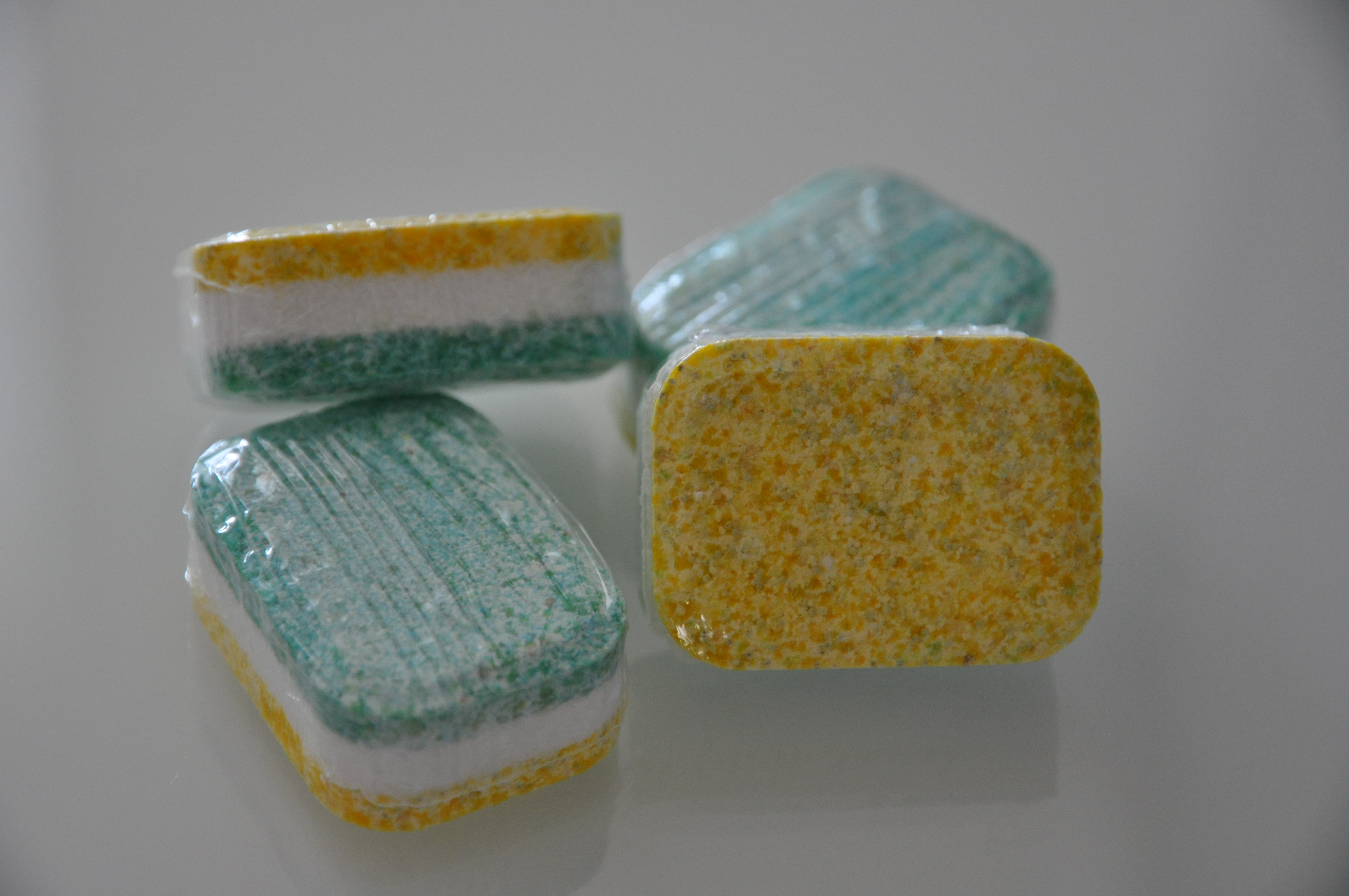
Vaatwasmachinetabletten voor de afwasmachine

Een afwasmiddel of vaatwasmiddel is een schoonmaakmiddel dat is bedoeld voor het reinigen van bestek, serviesgoed en glazen, tijdens de afwas. Afwasmiddel bestaat voor een deel uit stoffen die de oppervlaktespanning van water sterk verminderen. Men noemt de stoffen die dit effect veroorzaken oppervlakte-actieve stoffen.

## Handafwas
Kenmerkend voor de meeste afwasmiddelen is dat ze schuimen. In Nederland wordt aan veel afwasmiddelen een geurstof toegevoegd, die een kenmerkende citroengeur verspreidt.
Een bekend merk uit de vijftiger jaren heette Lodaline.

## Afwasmachine
In steeds meer huishoudens is een afwasmachine te vinden. Voor een afwasmachine wordt een ander reinigingsmiddel gebruikt dan voor de handafwas. Dit machinewasmiddel kan agressiever zijn, omdat het niet met de handen aangeraakt behoeft te worden. Dergelijk afwasmiddel is verkrijgbaar in poedervorm of als tabletten.